# Judy Landers
Judy Landers, właściwie Judy Hamburg (ur. 7 października 1958 w Filadelfii, w stanie Pensylwania) – amerykańska aktorka telewizyjna, także reżyserka i scenarzystka.

## Filmografia

### Seriale TV
- 1976: The Yum Yum Girls jako Holly
- 1977: Szczęśliwe dni (Happy Days) jako Boom Boom
- 1978: Statek miłości (The Love Boat) jako Rita
- 1978: Aniołki Charliego (Charlie’s Angels) jako pani Chicken
- 1978-1979: Vega$ jako Angie Turner
- 1979: Jeffersonowie (The Jeffersons) jako Judy Smith
- 1979: Statek miłości (The Love Boat) jako Lena
- 1979: Aniołki Charliego (Charlie’s Angels) jako blondynka
- 1980: Fantastyczna wyspa (Fantasy Island) jako Peggy
- 1981: B.J. i Bear (B.J. and the Bear) jako Stacks
- 1981: Fantastyczna wyspa (Fantasy Island) jako Suva
- 1982: Statek miłości (The Love Boat) jako Cindy Nevins
- 1982: Nieustraszony (Knight Rider) jako Micki Bradburn
- 1983: Statek miłości (The Love Boat) jako Dee Dee Draper
- 1984: Love of Life jako Cheryl Kingsley
- 1985: Statek miłości (The Love Boat) jako Courtney
- 1985: Drużyna A (The A-Team) jako Jennifer 'Jenny' O'Hannorhan
- 1985: Statek miłości (The Love Boat) jako Edie Adams-Rosenberg
- 1985: Nieustraszony (Knight Rider) jako Sheila
- 1986: Prawnicy z Miasta Aniołów (L.A. Law) jako Dinitra Lewis
- 1987: Napisała: Morderstwo (Murder, She Wrote) jako Bobbie